# Mølje
Mølje (mölje) är en norsk maträtt med gamla traditioner. Namnet används både om köttmölje och fiskmölje, även om det är stora skillnader mellan dessa maträtter. Medan köttmölje baseras på köttbuljong och en slags tunnbröd, består fiskmölje av kokt torsk med lever och rom. Det finns otaliga variationer av både köttmölje och fiskmölje. Längs kusten av Troms fylke i Norge är fiskmölje "nationalrätten", medan köttmöljen har sin huvudsakliga hemvist i inlandsområdena i mellersta Norge. Köttmöljens tradition är ej lika lång som fiskmöljens, och den har heller inte samma utbredning geografiskt.